# Idiochorofyt
Idiochorofyten, autochtone of oorspronkelijk inheemse planten, zijn planten met een bepaalde biogeografische statusaanduiding. Ze hebben zich spontaan gevestigd in de natuurlijke vegetatie op een bepaalde locatie. 
In West-Europa ontwikkelde zich na de laatste ijstijd en na het terugtrekken van het landijs de natuurlijke vegetatie. De vegetatie was samengesteld uit idiochorofyten die zich daarin een plaats hebben verworven. Veelal waren het (beneden de boomgrens) oerwouden, maar er ontstonden bijvoorbeeld ook sinds het Subatlanticum de hoogvenen met hun eigen specifieke soorten.
Naast de idiochorofyten zijn er de nieuw ingeburgerde planten als de agriofyten (die zich gevestigd hebben in de potentieel natuurlijke vegetatie), de epoecofyten (cultuurafhankelijke planten die zich een plaats veroverd hebben in de actuele vegetatie, maar niet in de tegenwoordige potentieel natuurlijke vegetatie) en de niet ingeburgerde, niet gevestigde efemerofyten (de onbestendig in het wild voorkomende planten) en de slechts gecultiveerd voorkomend ergasiofyten, cultuurgewassen of cultuurplanten.